# FC Barcelona Femení
Câu lạc bộ bóng đá nữ Barcelona là một câu lạc bộ bóng đá nữ có trụ sở tại Barcelona, Tây Ban Nha. Câu lạc bộ bóng đá nữ Barcelona là câu lạc bộ nữ thành công nhất của Tây Ban Nha ở cả bình diện trong nước và châu Âu.
Kể từ khi câu lạc bộ chuyên nghiệp hóa vào năm 2015, Câu lạc bộ bóng đá nữ Barcelona đã trở thành đội bóng thành công nhất của Tây Ban Nha tại UEFA Women's Champions League Câu lạc bộ bóng đá nữ Barcelona là câu lạc bộ Tây Ban Nha đầu tiên vô địch châu lục ở đội nữ.

## Lịch sử

### Thành lập và những năm đầu
Tháng 11 năm 1970, cầu thủ bóng đá 18 tuổi Người Catalunya, Immaculada Cabeceran Soler đã gặp Agustí Montal Costa (cựu chủ tịch Barcelona) để thảo luận về việc thành lập một đội bóng nữ.
Trận đầu tiên của đội vào Giáng sinh năm 1970, chiến thắng trước Unió Esportiva Centelles  được thi đấu dưới cái tên Selección Ciudad de Barcelona, là một trận đấu từ thiện do Ràdio Nacional tổ chức để gây quỹ. Mặc dù đội không được công nhận. Đội sau đó đổi tên thành Penya Femenina Barça và Ramallets đã huấn luyện đội cho đến năm 1972.
Trong những năm 1980, đội được đổi tên thành Câu lạc bộ bóng đá nữ Barcelona. Đội đã đạt được một thỏa thuận hợp nhất không chính thức với FC Barcelona, đội được phép sử dụng màu sắc, huy hiệu và cơ sở vật chất của câu lạc bộ.

### 2002–2007: Trở thành một phần chính thức của FC Barcelona
Năm 2001, giải VĐQG Tây Ban Nha được đổi tên thành Superliga Femenina nhưng Barcelona không được tham gia giải do kết quả kém cỏi ở mùa giải trước. Vào ngày 26 tháng 6 năm 2002

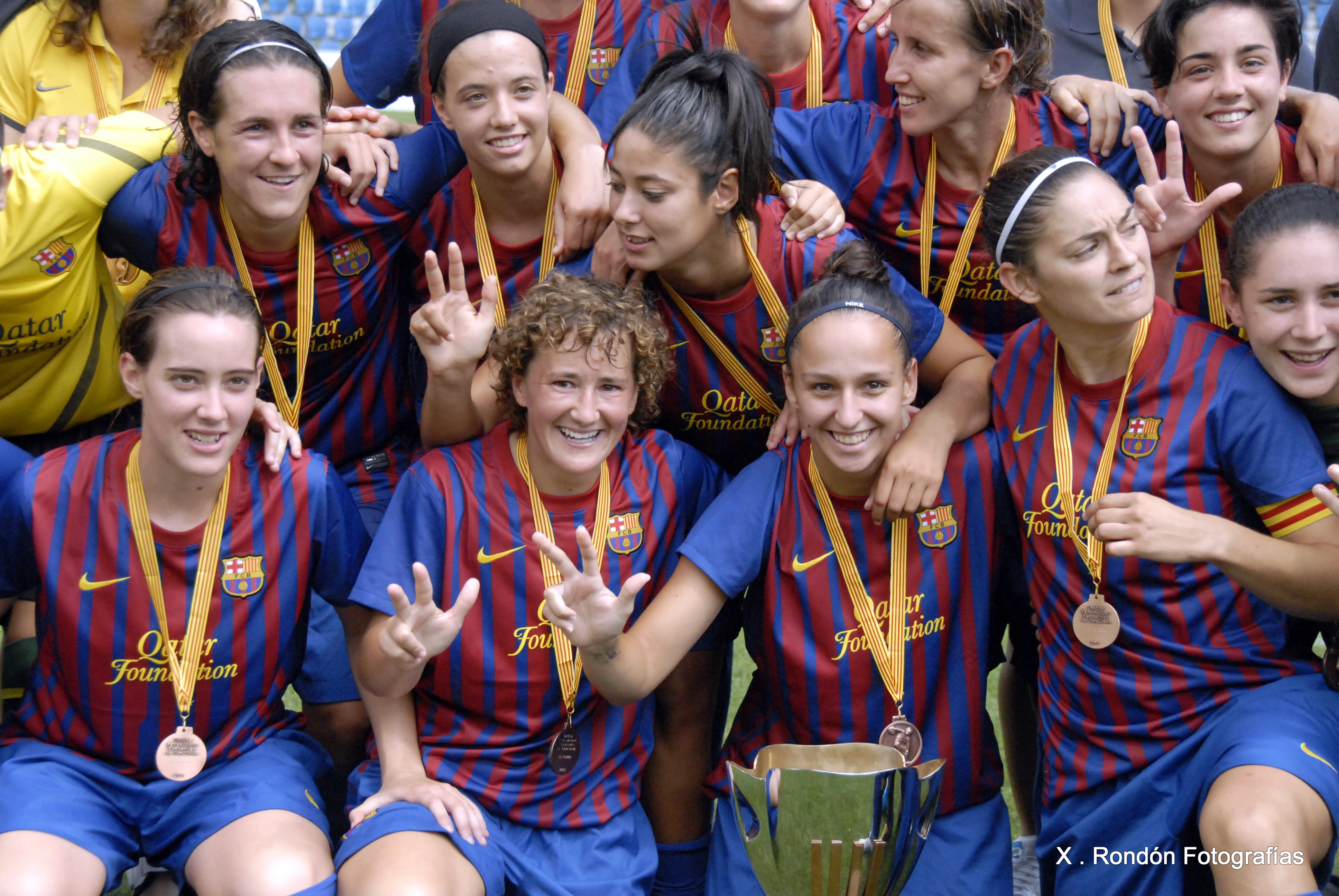
Barcelona ăn mừng chiến thắng Copa Catalunya 2011

### 2007-2015:Vô địch lần đầu và ra mắt UEFA Women's Champions League
Barcelona trở lại giải Primera Iberdrola vào năm 2008.Năm 2011, Câu lạc bộ bóng đá nữ Barcelona giành Cúp Nữ hoàng Tây Ban Nha lần thứ 2, đánh bại Espanyol 1-0 trong trận chung kết vào năm 2012
Barcelona lần đầu tiên lọt vào tứ kết Champions League nữ trong mùa giải 2013-14.

## Đội hình hiện tại
Tính đến 10 tháng 8 năm 2021
Ghi chú: Quốc kỳ chỉ đội tuyển quốc gia được xác định rõ trong điều lệ tư cách FIFA. Các cầu thủ có thể giữ hơn một quốc tịch ngoài FIFA.
| Số | VT | Quốc gia    | Cầu thủ                         |
| -- | -- | ----------- | ------------------------------- |
| 1  | TM | Tây Ban Nha | Sandra Paños (3rd captain)      |
| 2  | HV | Tây Ban Nha | Irene Paredes                   |
| 3  | HV | Tây Ban Nha | Jana Fernández                  |
| 4  | HV | Tây Ban Nha | María Pilar León                |
| 5  | HV | Tây Ban Nha | Melanie Serrano                 |
| 6  | TĐ | Tây Ban Nha | Clàudia Pina                    |
| 7  | TV | Na Uy       | Caroline Graham Hansen          |
| 8  | HV | Tây Ban Nha | Marta Torrejón (vice-captain)   |
| 9  | TĐ | Tây Ban Nha | Mariona Caldentey               |
| 10 | TĐ | Tây Ban Nha | Jennifer Hermoso                |
| 11 | TV | Tây Ban Nha | Alexia Putellas (captain)       |
| 12 | TV | Tây Ban Nha | Patricia Guijarro (4th captain) |

| Số | VT | Quốc gia    | Cầu thủ                |
| -- | -- | ----------- | ---------------------- |
| 13 | TM | Tây Ban Nha | Cata Coll              |
| 14 | TV | Tây Ban Nha | Aitana Bonmatí         |
| 15 | HV | Tây Ban Nha | Leila Ouahabi          |
| 16 | TĐ | Thụy Điển   | Fridolina Rolfö        |
| 17 | HV | Tây Ban Nha | Andrea Pereira         |
| 18 | TV | Thụy Sĩ     | Ana-Maria Crnogorčević |
| 19 | TĐ | Tây Ban Nha | Bruna Vilamala         |
| 20 | TĐ | Nigeria     | Asisat Oshoala         |
| 21 | TV | Tây Ban Nha | Andrea Falcón          |
| 22 | TV | Hà Lan      | Lieke Martens          |
| 23 | TV | Na Uy       | Ingrid Engen           |
| 24 | TM | Tây Ban Nha | Gemma Font             |

### Cho mượn
Ghi chú: Quốc kỳ chỉ đội tuyển quốc gia được xác định rõ trong điều lệ tư cách FIFA. Các cầu thủ có thể giữ hơn một quốc tịch ngoài FIFA.
| Số | VT | Quốc gia | Cầu thủ |
| -- | -- | -------- | ------- |

### Cựu cầu thủ quốc tế
| - Spain: Sonia Bermúdez, Raquel Cabezón, Marta Corredera, Marta Cubí, Ana Escribano, Carolina Férez, Alicia Fuentes, Olga García, Ruth García, Gemma Gili, Bárbara Latorre, Vicky Losada, Adriana Martín, Olga Moreno, Melisa Nicolau, "Willy" Romero, Roser Serra, Esther Sullastres, Montserrat Tomé, Virginia Torrecilla, María Paz Vilas - Argentina: Ludmila Manicler, Florencia Quiñones - Brazil: Andressa Alves, Fabiana Simões - Denmark: Line Røddik Hansen - England: Toni Duggan - France: Élise Bussaglia, Kheira Hamraoui - Mexico: Maribel Domínguez, Patricia Pérez, Kenti Robles, Pamela Tajonar - Netherlands: Stefanie van der Gragt - North Macedonia: Nataša Andonova - Portugal: Andreia Norton - Romania: Simona Vintilă - Serbia: Jelena Čanković |

Danh

## Kỷ lục tại UEFA Women's Champions League
| Mùa     | Đối thủ              | Khách | Nhà   | Tổng    | Cầu thủ ghi bàn                                                                      |
| ------- | -------------------- | ----- | ----- | ------- | ------------------------------------------------------------------------------------ |
| 2012–13 | Arsenal              | 0–4   | 0–3 f | 0–7     |                                                                                      |
| 2013–14 | Brøndby              | 2–2   | 0–0 f | 2–2 (a) | Corredera, Čanković                                                                  |
| 2013–14 | Zürich               | 3–1   | 3–0 f | 6–1     | Bermúdez (2), Losada, Ruth García, Corredera, Čanković                               |
| 2013–14 | Wolfsburg            | 0–3 f | 0–2   | 0–5     |                                                                                      |
| 2014–15 | Slavia Prague        | 1–0 f | 3–0   | 4–0     | Ruth Garcia, Putellas, Bermúdez, Romero                                              |
| 2014–15 | Bristol Academy      | 1–1   | 0–1 f | 1–2     | Losada                                                                               |
| 2015–16 | Kazygurt             | 1–1 f | 4–1   | 5–2     | Ruth Garcia, Hermoso (2), Serrano, Unzué                                             |
| 2015–16 | Twente               | 1–0 f | 1–0   | 2–0     | Olga García (2)                                                                      |
| 2015–16 | Paris Saint-Germain  | 0–1   | 0–0 f | 0–1     |                                                                                      |
| 2016–17 | FC Minsk             | 3–0 f | 2–1   | 5–1     | Hermoso (3), Torrejón, Andressa Alves                                                |
| 2016–17 | Twente               | 4–0   | 1–0 f | 5–0     | Hermoso, Torrejón, Andressa Alves, Latorre, N'Guessan                                |
| 2016–17 | Rosengård            | 1–0 f | 2–0   | 3–0     | Ouahabi, Hermoso, Caldentey                                                          |
| 2016–17 | Paris Saint-Germain  | 0–2   | 1–3 f | 1–5     | Latorre                                                                              |
| 2017–18 | Avaldsnes            | 4–0 f | 2–0   | 6–0     | Martens (2), Duggan, Andressa Alves, Caldentey, Losada                               |
| 2017–18 | Gintra Universitetas | 6–0 f | 3–0   | 9–0     | Bonmatí, Caldentey (2), Duggan (2), Olga García, Andonova, Putellas, Alekperova (og) |
| 2017–18 | Olympique Lyon       | 1–2 f | 0–1   | 1–3     | Guijarro                                                                             |
| 2018–19 | Kazygurt             | 1–3 f | 3–0   | 4–3     | Duggan, Guijarro, Torrejón, Martens                                                  |
| 2018–19 | Glasgow City         | 3–0   | 5–0 f | 8–0     | Hamraoui, Bonmatí, Guijarro, Andressa Alves, León, Duggan (2), Putellas              |
| 2018–19 | Lillestrøm           | 1–0   | 3–0 f | 4–0     | Duggan (2), Caldentey, Martens                                                       |
| 2018–19 | Bayern Munich        | 1–0 f | 1–0   | 2–0     | Hamraoui, Caldentey                                                                  |
| 2018–19 | Olympique Lyon       | 1–4   | 1–4   | 1–4     | Oshoala                                                                              |
| 2019–20 | Juventus             | 2–0 f | 2–1   | 4–1     | Putellas (2), Torrejón, Van der Gragt                                                |
| 2019–20 | FC Minsk             | 3–1   | 5–0 f | 8–1     | Oshoala, Torrejón, Bonmatí (2), Hermoso, Putellas, Caldentey, Guijarro               |
| 2019–20 | Atlético Madrid      | 1–0   | 1–0   | 1–0     | Hamraoui                                                                             |
| 2019–20 | Wolfsburg            | 0–1   | 0–1   | 0–1     |                                                                                      |
| 2020–21 | PSV                  | 1-4 f | 4–1   | 8-2     | Martens (3), Graham Hansen (2), Hermoso, Oshoala, van den Berg (og)                  |
| 2020–21 | Fortuna Hjørring     | 0–5   | 4–0 f | 9–0     | Hermoso (3), Bonmatí (2), Putellas, Caldentey, Oshoala, Torrejón                     |
| 2020–21 | Manchester City      | 2–1   | 3–0 f | 4–2     | Oshoala (2), Caldentey, Hermoso                                                      |
| 2020–21 | Paris Saint-Germain  | 1–1 f | 2–1   | 3–2     | Hermoso, Martens (2)                                                                 |
| 2020–21 | Chelsea              | 4–0   | 4–0   | 4–0     | Leupolz (og), Putellas, Bonmatí, Graham Hansen                                       |
| 2021–22 | Arsenal              | 0–4   | 4–1   | 8–1     | Caldentey, Putellas, Oshoala, Martens, Bonmatí, Hermoso (2), Rolfö                   |
| 2021–22 | Køge                 | 0–2   | 5–0   | 7–0     | Rolfö (2), Hermoso, Ouahabi, Putellas, Engen, Martens                                |
| 2021–22 | 1899 Hoffenheim      | 0–5   | 4–0   | 9–0     | Hermoso, Putellas (3), Torrejón (2), Paredes, Bonmatí, Crnogorčević                  |
| 2021–22 | Real Madrid          | 1–3 f | 5–2   | 8–3     | Putellas (3), Pina (2), Mapi León, Bonmatí, Graham Hansen                            |
| 2021–22 | VfL Wolfsburg        | 2–0   | 5–1 f | 5–3     | Bonmatí, Graham Hansen, Hermoso, Putellas (2)                                        |
| 2021–22 | Olympique Lyon       | –     | –     | –       |                                                                                      |

## Mùa giải
| Mùa Giải | Giải | Giải | Giải | Giải | Giải | Giải | Giải | Giải | Giải | Giải | Copa de la Reina | UWCL          | Supercup |
| Mùa Giải | Hạng | Div  | Pos  | Pld  | W    | D    | L    | GF   | GA   | Pts  | Copa de la Reina | UWCL          | Supercup |
| -------- | ---- | ---- | ---- | ---- | ---- | ---- | ---- | ---- | ---- | ---- | ---------------- | ------------- | -------- |
| 1988–89  | 1    | 1ª   | 4th  | 16   | 7    | 6    | 3    | 30   | 25   | 20   |                  |               |          |
| 1989–90  | 1    | 1ª   | 5th  |      |      |      |      |      |      | 22   |                  |               |          |
| 1990–91  | 1    | 1ª   | 6th  | 14   | 5    | 1    | 8    | 23   | 39   | 11   |                  |               |          |
| 1991–92  | 1    | 1ª   | 2nd  | 12   | 8    | 1    | 3    | 37   | 14   | 17   | Bán kết          |               |          |
| 1992–93  | 1    | 1ª   | 3rd  | 12   | 6    | 4    | 2    | 25   | 18   | 16   | Round of 32      |               |          |
| 1993–94  | 1    | 1ª   | 2nd  | 17   | 13   | 1    | 3    | 43   | 14   | 40   | Vô Địch          |               |          |
| 1994–95  | 1    | 1ª   | 7th  | 18   | 4    | 8    | 6    | 27   | 38   | 20   | First round      |               |          |
| 1995–96  | 1    | 1ª   | 8th  | 16   | 5    | 1    | 10   | 24   | 34   | 16   | First round      |               |          |
| 1996–97  | 1    | 1ª   | 4th  | 26   | 20   | 1    | 5    | 103  | 28   | 61   |                  |               |          |
| 1997–98  | 1    | 1ª   | 2nd  | 26   | 20   | 3    | 2    | 137  | 25   | 63   | First round      |               |          |
| 1998–99  | 1    | 1ª   | 5th  | 26   | 18   | 3    | 5    | 99   | 42   | 57   |                  |               |          |
| 1999–00  | 1    | 1ª   | 6th  | 24   | 13   | 2    | 9    | 64   | 29   | 41   |                  |               |          |
| 2000–01  | 1    | 1ª   | 4th  | 26   | 17   | 3    | 6    | 96   | 40   | 54   | First round      |               |          |
| 2001–02  | 2    | 2ª   | 1st  | 26   | 23   | 3    | 0    | 123  | 6    | 72   |                  |               |          |
| 2002–03  | 2    | 2ª   | 1st  | 26   | 22   | 4    | 0    | 138  | 19   | 70   |                  |               |          |
| 2003–04  | 2    | 2ª   | 1st  | 26   | 23   | 2    | 1    | 101  | 17   | 71   |                  |               |          |
| 2004–05  | 1    | 1ª   | 9th  | 26   | 8    | 5    | 13   | 42   | 59   | 29   |                  |               |          |
| 2005–06  | 1    | 1ª   | 8th  | 24   | 8    | 4    | 12   | 39   | 51   | 28   | Quarterfinals    |               |          |
| 2006–07  | 1    | 1ª   | 14th | 26   | 4    | 4    | 18   | 26   | 58   | 16   |                  |               |          |
| 2007–08  | 2    | 2ª   | 1st  | 26   | 22   | 2    | 2    | 128  | 17   | 68   |                  |               |          |
| 2008–09  | 1    | 1ª   | 6th  | 30   | 14   | 7    | 9    | 48   | 32   | 49   | Bán kết          |               |          |
| 2009–10  | 1    | 1ª   | 5th  | 26   | 13   | 4    | 9    | 42   | 29   | 43   | Bán kết          |               |          |
| 2010–11  | 1    | 1ª   | 4th  | 28   | 15   | 5    | 8    | 53   | 26   | 50   | Vô Địch          |               |          |
| 2011–12  | 1    | 1ª   | 1st  | 34   | 31   | 1    | 2    | 119  | 19   | 94   | Bán kết          |               |          |
| 2012–13  | 1    | 1ª   | 1st  | 30   | 24   | 4    | 2    | 91   | 12   | 76   | Vô Địch          | Round of 32   |          |
| 2013–14  | 1    | 1ª   | 1st  | 30   | 25   | 4    | 1    | 82   | 11   | 79   | Vô Địch          | Quarterfinals |          |
| 2014–15  | 1    | 1ª   | 1st  | 30   | 25   | 2    | 3    | 93   | 9    | 77   | Bán kết          | Round of 16   |          |
| 2015–16  | 1    | 1ª   | 2nd  | 30   | 24   | 5    | 1    | 98   | 12   | 77   | Runner-up        | Quarterfinals |          |
| 2016–17  | 1    | 1ª   | 2nd  | 30   | 24   | 3    | 3    | 98   | 13   | 75   | Vô Địch          | Bán kết       |          |
| 2017–18  | 1    | 1ª   | 2nd  | 30   | 24   | 4    | 2    | 98   | 12   | 76   | Vô Địch          | Quarterfinals |          |
| 2018–19  | 1    | 1ª   | 2nd  | 30   | 25   | 3    | 2    | 94   | 15   | 78   | Bán kết          | Runner-up     |          |
| 2019–20  | 1    | 1ª   | 1st  | 21   | 19   | 2    | 0    | 86   | 6    | 59   | Vô Địch          | Bán kết       | Vô Địch  |
| 2020–21  | 1    | 1ª   | 1st  | 34   | 33   | 0    | 1    | 167  | 15   | 99   | Vô Địch          | Vô Địch       | Bán kết  |

### Ban huấn luyện
| Chức vụ                     | Tên                         |
| --------------------------- | --------------------------- |
| HLV Trưởng                  | Jonatan Giráldez            |
| Trợ Lý HLV                  | Rafel Navarro Pere Romeu    |
| Fitness coach               | Berta Carles Jacob González |
| Goalkeeping coach           | Oriol Casares               |
| FC Barcelona Femení B coach | Miguel Llorente             |

Cập nhật lần cuối: 2 tháng 7, 2021
Nguồn: FC Barcelona

## Danh hiệu

### Trong nước
- Liga F :

2011–12, 2012–13, 2013–14, 2014–15, 2019–20, 2020–21, 2021–22, 2022–23, 2023–24, 2024–25
- Copa de la Reina :

1994, 2011, 2013, 2014, 2017, 2018, 2020, 2021
- Supercopa de España :

2019–20, 2021–22
- Copa Catalunya :  2009, 2010, 2011, 2012, 2014, 2015, 2016, 2017, 2018, 2019

### Quốc tế
- UEFA Women's Champions League (1): 2020–21; runners-up: 2018–19